# Samuel Nelson
Samuel Nelson (ur. 10 listopada 1792 roku – zm. 13 grudnia 1873 roku) – amerykański prawnik i polityk. 
W lutym 1845 roku prezydent John Tyler wysunął jego kandydaturę do Sądu Najwyższego Stanów Zjednoczonych i uzyskała ona formalną akceptację Senatu Stanów Zjednoczonych. W Sądzie Najwyższym Stanów Zjednoczonych zasiadał do listopada 1872 roku.
W 1871 roku prezydent Ulysses Grant mianował Nelsona członkiem delegacji amerykańskiej, która negocjowała traktat waszyngtoński.